# 동부 캘리포니아

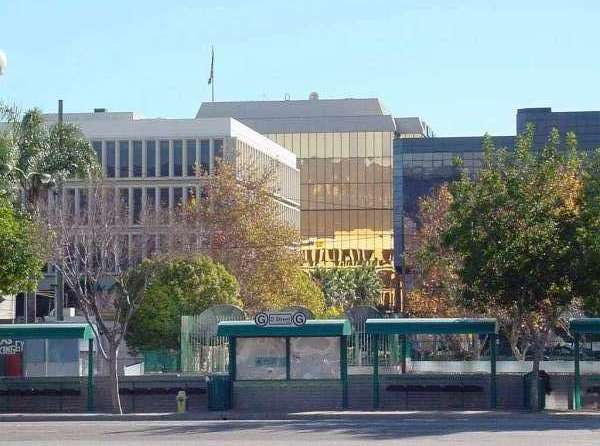

동부 캘리포니아 또는 이스턴캘리포니아(Eastern California, EastCal)는 미국 캘리포니아주의 동쪽에 위치한 지역이다.

## 지리
- 모독군
- 래슨군
- 플루머군
- 시에라군 (캘리포니아주)
- 네바다군 (캘리포니아주)
- 플레이서군
- 엘도라도군
- 알파인군
- 모노군 (캘리포니아주)
- 인요군
- 샌버너디노군
- 리버사이드군
- 임페리얼군

이 지역 내 도시:
- 샌버너디노
- 리버사이드 (캘리포니아주)
- 온타리오 (캘리포니아주)
- 코로나 (캘리포니아주)
- 랜초쿠카몽가
- 로즈빌 (캘리포니아주)
- 빅터빌
- 테메큘라
- 팜스프링스
- 엘센트로
- 바스토 (캘리포니아주)
- 수잔빌
- 트러키
- 그래스밸리 (캘리포니아주)
- 플레이서빌 (캘리포니아주)
- 앨투러스